# 新十綱橋
新十綱橋（しんとつなばし）は、福島県福島市にある道路橋である。

## 概要
- 全長：76.0m
  - 主径間：56.0m
- 幅員：10.0m
- 形式：3径間PC有ヒンジラーメン箱桁橋
- 竣工：1965年
- 施工：住友建設[1]

福島市北部の飯坂温泉の温泉街にて一級河川阿武隈川水系摺上川と、それに並行する西根堰の用水路に架かり、福島市道4号湯野平野線を通す。西詰は飯坂町字若葉町に位置し、福島県道319号穴原十綱線より分岐する丁字路である。東詰は飯坂町湯野字鼻毛に位置し、国道399号と交差する変速十字路となっている。橋上は上下対向2車線で供用され、上り線側（下流側）に歩道が設置されている。親柱は飯坂温泉を代表する公共浴場、鯖湖湯の分湯槽のミニチュアモデルが設置されている。
住友建設東北支社としては初めての張り出し架設工法により建設された橋である。当時は両側から建設していった橋桁を中央で剛結する構造計算が確立されていなかったことから、中央部をPC鋼棒によりピン結合とする有ヒンジラーメン橋として竣工した。落橋を防止するために片側の橋桁をPC鋼材で固定するドゥルックバンド方式が用いられている。